# Mistrzostwa świata w softballu kobiet
Mistrzostwa świata w softballu kobiet (ang. Women's Softball World Championship) – międzynarodowy turniej softballu organizowany przez Międzynarodową Federację Baseballu i Softballu (WBSC), a wcześniej do 2013 roku przez Międzynarodową Federację Softballu (ISF) dla żeńskich reprezentacji narodowych. Pierwsze mistrzostwa wystartowały w 1965 roku w Melbourne i uczestniczyły 5 żeńskich drużyn narodowych. Rozgrywki odbywają się od 2010 regularnie co dwa lata. Najwięcej tytułów mistrzowskich zdobyła reprezentacja Stanów Zjednoczonych.

## Wyniki
| Rok                                   | Organizator                   | T  |           | Finał             | Finał        | Finał             |       | Mecz o 3 miejsce  | Mecz o 3 miejsce | Mecz o 3 miejsce |  | Uwagi     |
| Rok                                   | Organizator                   | T  | Zwycięzca | Wynik             | Finalista    | III miejsce       | Wynik | IV miejsce        |                  |                  |  | Uwagi     |
| Mistrzostwa świata w softballu kobiet |                               |    |           |                   |              |                   |       |                   |                  |                  |  |           |
| 1965                                  | Melbourne (Australia)         | 1  |           | Australia         | 1–0          | Stany Zjednoczone |       | Japonia           |                  | ?                |  | 5 drużyn  |
| 1970                                  | Osaka (Japonia)               | 1  |           | Japonia           | 1 – 0        | Stany Zjednoczone |       | Wspólnota Filipin |                  | ?                |  | ? drużyn  |
| 1974                                  | Stratford (Stany Zjednoczone) | 1  |           | Stany Zjednoczone | 3 – 0        | Japonia           |       | Australia         |                  | ?                |  | ? drużyn  |
| 1978                                  | San Salvador (Salwador)       | 2  |           | Stany Zjednoczone | 4 – 0        | Kanada            |       | Nowa Zelandia     |                  |                  |  | ? drużyn  |
| 1982                                  | Tajpej (Tajwan)               | 1  |           | Nowa Zelandia     | 2 – 0        | Chińskie Tajpej   |       | Australia         |                  |                  |  | ? drużyn  |
| 1986                                  | Auckland (Nowa Zelandia)      | 3  |           | Stany Zjednoczone | 2 – 0        | Chiny             |       | Nowa Zelandia     |                  |                  |  | ? drużyn  |
| 1990                                  | Normal (Stany Zjednoczone)    | 4  |           | Stany Zjednoczone | brak         | Nowa Zelandia     |       | Chiny             |                  | Australia        |  | 20 drużyn |
| 1994                                  | St. John's (Kanada)           | 5  |           | Stany Zjednoczone | 6 – 0        | Chiny             |       | Australia         |                  | Kanada           |  | 28 drużyn |
| 1998                                  | Fujinomiya (Japonia)          | 6  |           | Stany Zjednoczone | 1 – 0        | Australia         |       | Japonia           |                  | Chiny            |  | 17 drużyn |
| 2002                                  | Saskatoon (Kanada)            | 7  |           | Stany Zjednoczone | 1 – 0        | Japonia           |       | Chińskie Tajpej   |                  | Chiny            |  | 16 drużyn |
| 2006                                  | Pekin (Chiny)                 | 8  |           | Stany Zjednoczone | 3 – 0        | Japonia           |       | Australia         |                  | Chiny            |  | 16 drużyn |
| 2010                                  | Caracas (Wenezuela)           | 9  |           | Stany Zjednoczone | 7 – 0        | Japonia           |       | Kanada            |                  | Chiny            |  | 16 drużyn |
| 2012                                  | Whitehorse (Kanada)           | 2  |           | Japonia           | 2 – 1 (F/10) | Stany Zjednoczone |       | Australia         |                  | Kanada           |  | 16 drużyn |
| 2014                                  | Haarlem (Holandia)            | 3  |           | Japonia           | 4 – 1        | Stany Zjednoczone |       | Australia         |                  | Kanada           |  | 16 drużyn |
| 2016                                  | Surrey (Kanada)               | 10 |           | Stany Zjednoczone | 7 – 3        | Japonia           |       | Kanada            |                  | Holandia         |  | 31 drużyn |
| 2018                                  | Chiba (Japonia)               | 11 |           | Stany Zjednoczone | 7 – 6 (F/10) | Japonia           |       | Kanada            |                  | Australia        |  | 16 drużyn |

## Klasyfikacja medalowa
W dotychczasowej historii Mistrzostw świata na podium oficjalnie stawało w sumie 8 drużyn. Liderem klasyfikacji są Stany Zjednoczone, które zdobyły złote medale mistrzostw 11 razy.
Stan na grudzień 2018.
| Lp. | Reprezentacja   | Miejsca na podium | Miejsca na podium | Miejsca na podium | Zwycięskie sezony |   |   |                                                                  |
| --- | --------------- | ----------------- | ----------------- | ----------------- | ----------------- | - | - | ---------------------------------------------------------------- |
| Lp. | Reprezentacja   | 1.                | Stany Zjednoczone | 11                | Zwycięskie sezony | 4 | 0 | 1974, 1978, 1986, 1990, 1994, 1998, 2002, 2006, 2010, 2016, 2018 |
| 2.  | Japonia         | 3                 | 6                 | 2                 | 1970, 2012, 2014  |   |   |                                                                  |
| 3.  | Australia       | 1                 | 1                 | 6                 | 1965              |   |   |                                                                  |
| 4.  | Nowa Zelandia   | 1                 | 1                 | 2                 | 1982              |   |   |                                                                  |
| 5.  | Chiny           | 0                 | 2                 | 1                 |                   |   |   |                                                                  |
| 6.  | Kanada          | 0                 | 1                 | 3                 |                   |   |   |                                                                  |
| 7.  | Chińskie Tajpej | 0                 | 1                 | 1                 |                   |   |   |                                                                  |
| 8.  | Filipiny        | 0                 | 0                 | 1                 |                   |   |   |                                                                  |